# Приозерная (Могилёвская область)
Приозёрная (бел. Прыазёрная) — деревня в составе Горбовичского сельсовета Чаусского района Могилёвской области Республики Беларусь.

## Население
- 2010 год — 171 человек